# Tuditanomorpha
De Tuditanomorpha zijn een onderorde van uitgestorven lepospondyle Microsauria. De onderorde werd in 1978 benoemd door Robert Carroll en Pamela Gaskill.
Tuditanomorfen leefden van het Laat-Carboon tot het Vroeg-Perm en zijn bekend uit Noord-Amerika en Europa. Tuditanomorfen hebben een soortgelijk patroon van botten in het schedeldak. Tuditanomorfen vertonen aanzienlijke variabiliteit, vooral in lichaamsgrootte, verhoudingen, gebit en presacrale werveltelling. Momenteel zijn er zeven families tuditanomorfen, waarvan er twee monotypisch zijn. Tuditaniden, gymnarthriden en pantyliden verschijnen voor het eerst in het Vroeg-Pennsylvanien. Goniorhynchidae, Hapsidopareiontidae, Ostodolepidae en Trihecatontidae komen voor in het Laat-Pennsylvanien en het Vroeg-Perm.

## Taxonomie
Suborde Tuditanomorpha
- Familie Goniorhynchidae
  - Rhynchonkos
- Familie Gymnarthridae
  - Cardiocephalus
  - Elfridia
  - Euryodus
  - Leiocephalikon
  - Pariotichus
  - Sparodus
- Familie Hapsidopareiontidae
  - Hapsidopareion
  - Llistrofus
  - Ricnodon
  - Saxonerpeton
- Familie Ostodolepidae
  - Micraroter
  - Nannaroter
  - Ostodolepis
  - Pelodosotis
- Familie Pantylidae
  - Pantylus
  - Trachystegos
- Familie Trihecatontidae
  - Trihecaton
- Familie Tuditanidae
  - Asaphestera
  - Boii
  - Crinodon
  - Tuditanus